# Leichtathletik-Europameisterschaften 2022/Hammerwurf der Männer

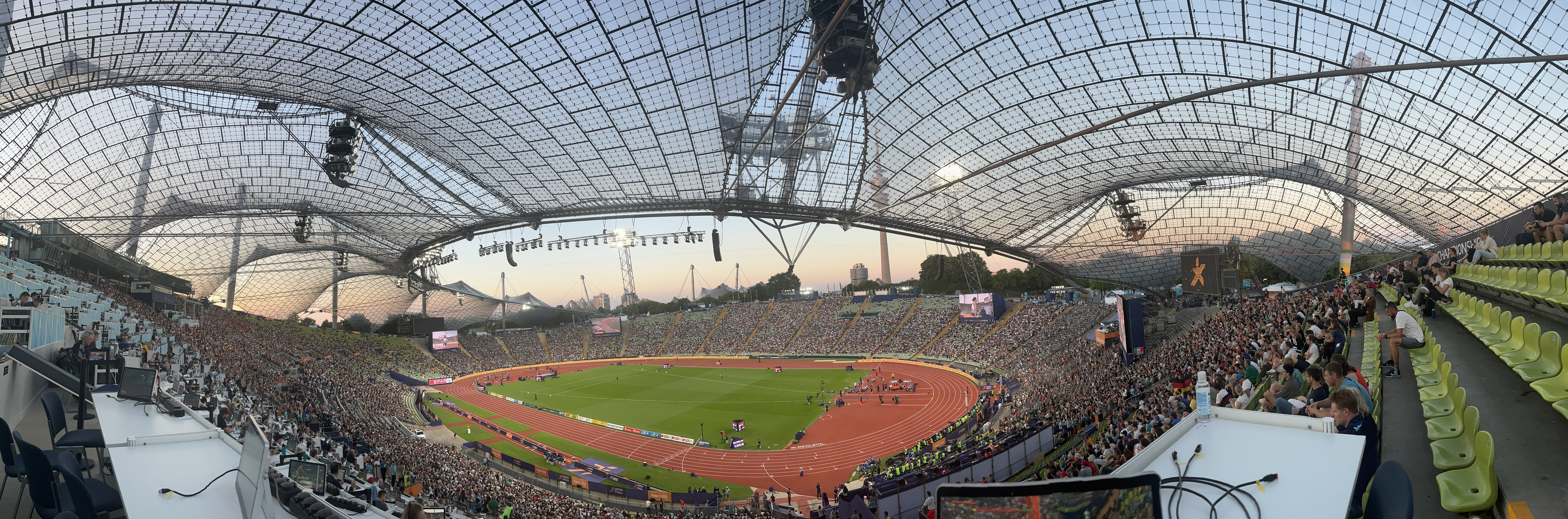
Das Olympiastadion in München während der Europameisterschaften 2022

Der Hammerwurf der Männer bei den Leichtathletik-Europameisterschaften 2022 wurde am 17. und 18. August 2022 im Olympiastadion der deutschen Stadt München ausgetragen.
Europameister wurde der polnische Olympiasieger von 2021 Wojciech Nowicki, der seit 2015 bereits zahlreiche Medaillen bei Welt- und Europameisterschaften sowie Olympischen Spielen errungen hatte.
Er gewann vor dem ungarischen WM-Dritten von 2019 und EM-Dritten von 2018 Bence Halász.
Bronze ging an den norwegischen Olympiazweiten von 2021 Eivind Henriksen, der bei den Weltmeisterschaften im letzten Monat ebenfalls Dritter geworden war.

## Bestehende Rekorde
| Weltrekord           | 86,74 m | Jurij Sjedych | EM Stuttgart, BR Deutschland | 30. August 1986 |
| Europarekord         | 86,74 m | Jurij Sjedych | EM Stuttgart, BR Deutschland | 30. August 1986 |
| Meisterschaftsrekord | 86,74 m | Jurij Sjedych | EM Stuttgart, BR Deutschland | 30. August 1986 |

Der bereits seit 1986 bestehende EM-Rekord, gleichzeitig Welt- und Europarekord, wurde auch bei diesen Europameisterschaften nicht erreicht. Die größte Weite erzielte der polnische Europameister Wojciech Nowicki mit 82,00 m, womit er 4,74 Meter unter dem Rekord blieb.
Mit seinen 82,00 Metern stellte Wojciech Nowicki eine neue Weltjahresbestleistung auf.

## Legende
Kurze Übersicht zur Bedeutung der Symbolik – so üblicherweise auch in sonstigen Veröffentlichungen verwendet:
| WL  | Weltjahresbestleistung |
| NM  | keine Weite (no mark)  |
| ogV | ohne gültigen Versuch  |
| –   | verzichtet             |
| x   | ungültig               |

## Qualifikation
26 Teilnehmer traten in zwei Gruppen zur Qualifikationsrunde an. Vier von ihnen (hellblau unterlegt) übertrafen die Qualifikationsweite für den direkten Finaleinzug von 77,50 m. Damit war die Mindestzahl von zwölf Finalteilnehmern nicht erreicht. Das Finalfeld wurde mit den acht nächstplatzierten Sportlern (hellgrün unterlegt) auf zwölf Werfer aufgefüllt. So reichten für die Finalteilnahme schließlich 73,26 m.

### Gruppe A

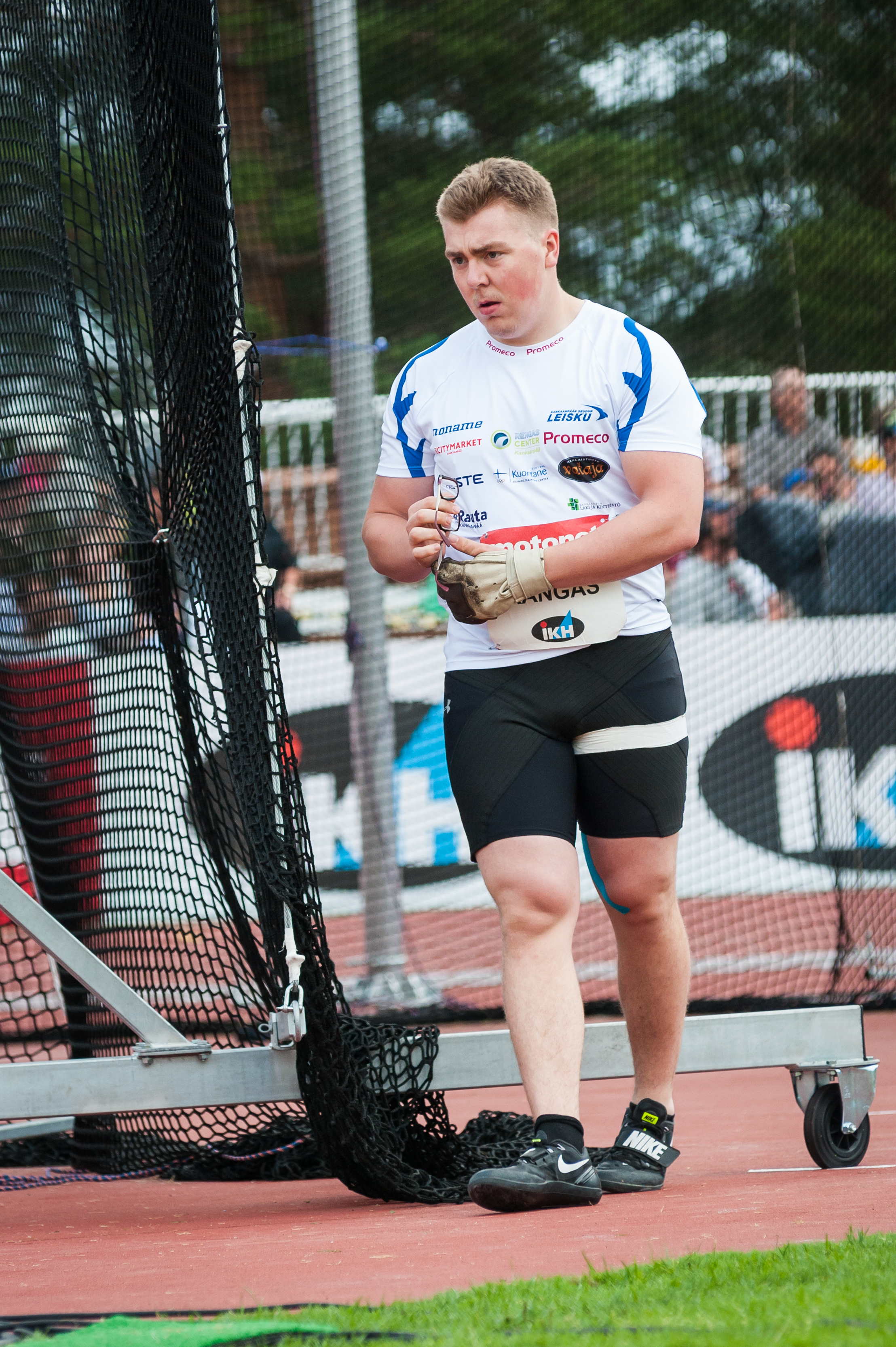
Aaron Kangas – ausgeschieden mit 71,08 m
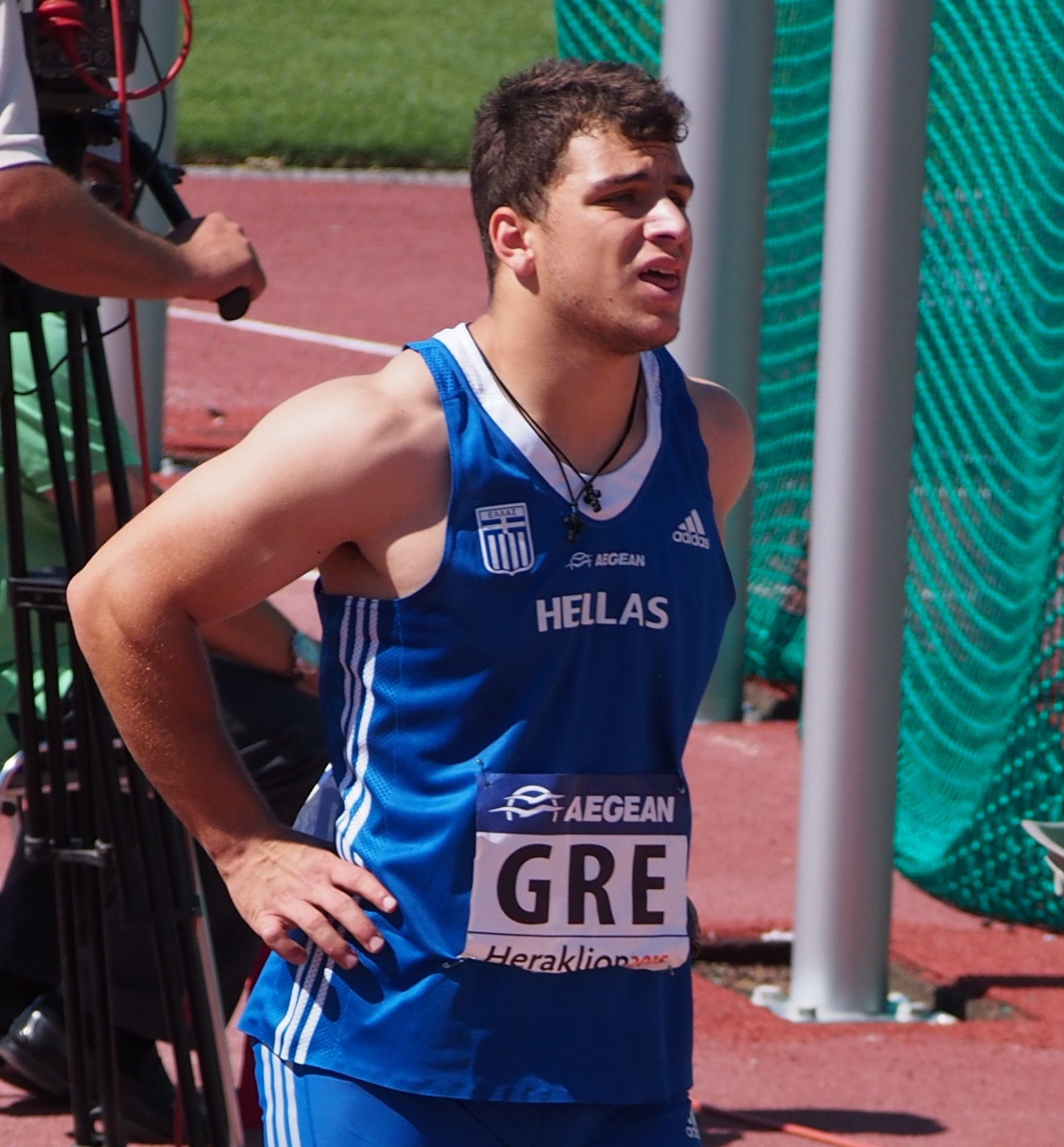
Michalis Anastasakis – ausgeschieden mit 70,84 m
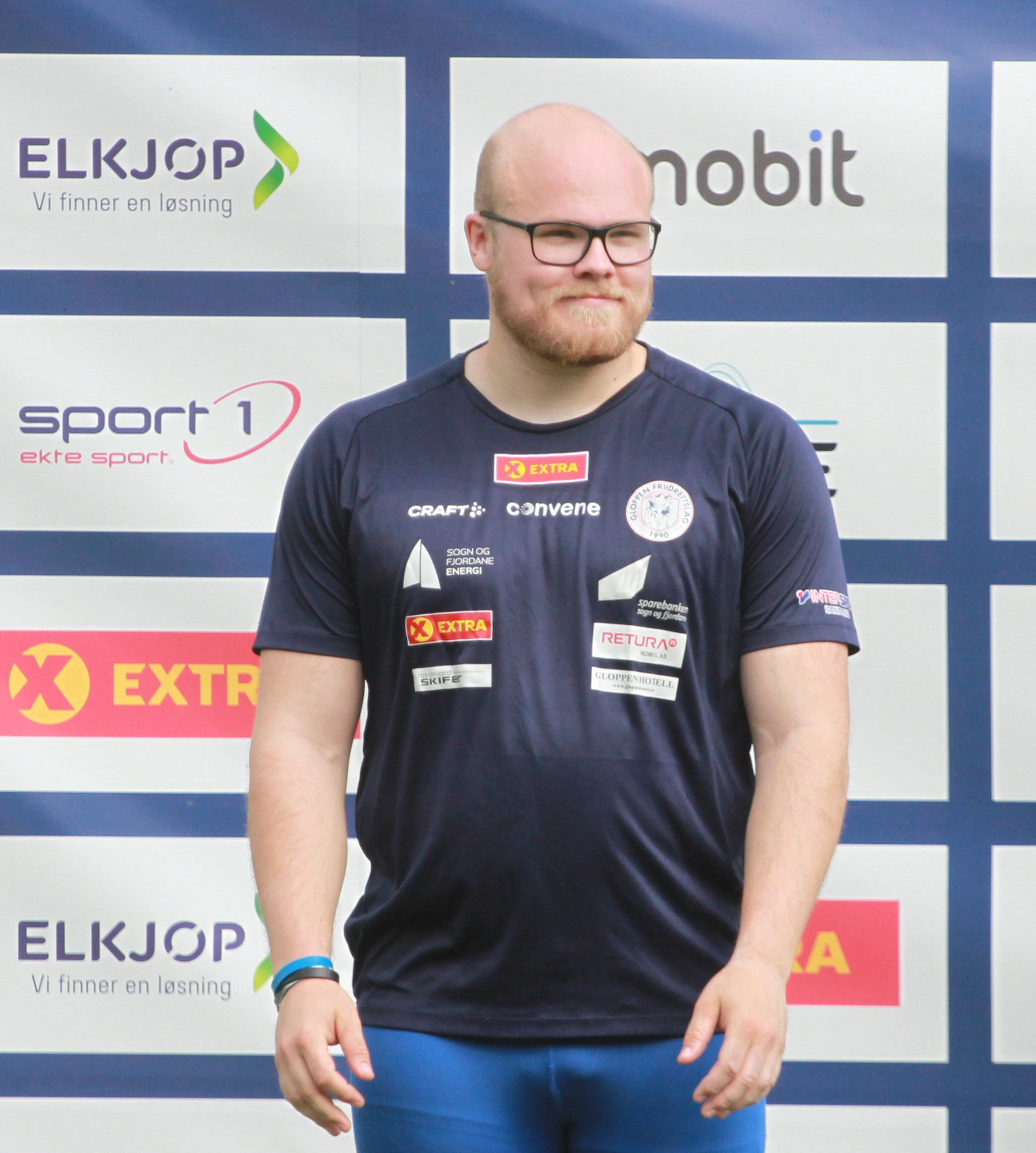
Thomas Mardal – ausgeschieden mit 68,56 m
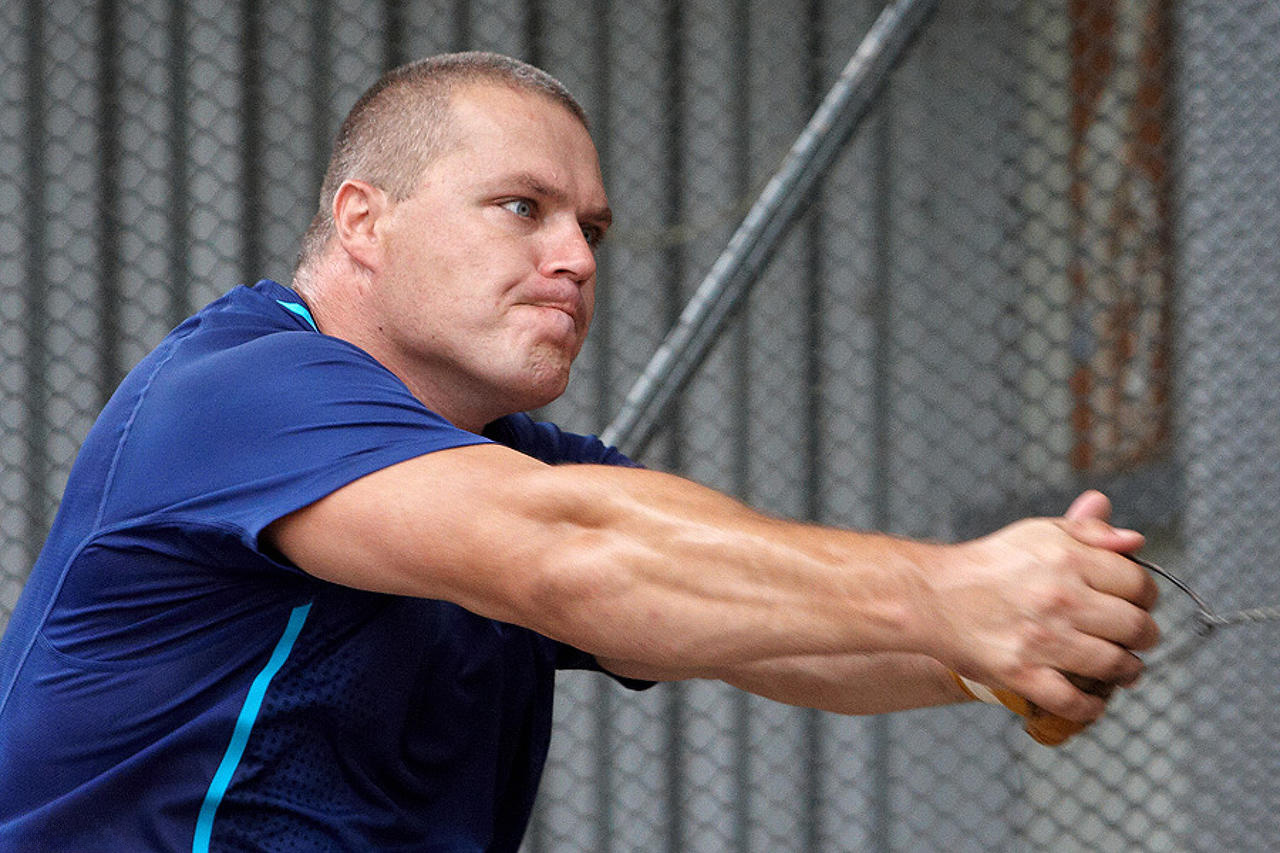
Der zweifache Europameister (2012/2014) und Olympiasieger von 2012 Krisztián Pars blieb ohne gültigen Versuch

17. August 2022, 9:35 Uhr MESZ
| Platz | Name                 | Nation       | Resultat (m) | 1. Versuch (m) | 2. Versuch (m) | 3. Versuch (m) |
| 1     | Wojciech Nowicki     | Polen        | 78,78        | 78,78          | –              | –              |
| 2     | Quentin Bigot        | Frankreich   | 77,22        | 77,22          | 77,11          | –              |
| 3     | Hilmar Örn Jónsson   | Island       | 76,33        | x              | 72,87          | 76,33          |
| 4     | Ragnar Carlsson      | Schweden     | 74,65        | 74,65          | x              | 73,72          |
| 5     | Javier Cienfuegos    | Spanien      | 73,26        | x              | 73,26          | 71,91          |
| 6     | Dániel Rába          | Ungarn       | 71,59        | 70,32          | 71,59          | 71,14          |
| 7     | Mychajlo Hawryljuk   | Ukraine      | 71,14        | 70,50          | 71,14          | x              |
| 8     | Aaron Kangas         | Finnland     | 71,08        | 71,08          | x              | 67,60          |
| 9     | Michalis Anastasakis | Griechenland | 70,84        | 70,49          | 70,84          | x              |
| 10    | Özkan Baltacı        | Türkei       | 70,34        | 67,84          | 70,34          | x              |
| 11    | Thomas Mardal        | Norwegen     | 68,56        | x              | 68,55          | 68,56          |
| NM    | Yann Chaussinand     | Frankreich   | ogV          | x              | x              | x              |
| NM    | Krisztián Pars       | Ungarn       | ogV          | x              | x              | x              |

### Gruppe B

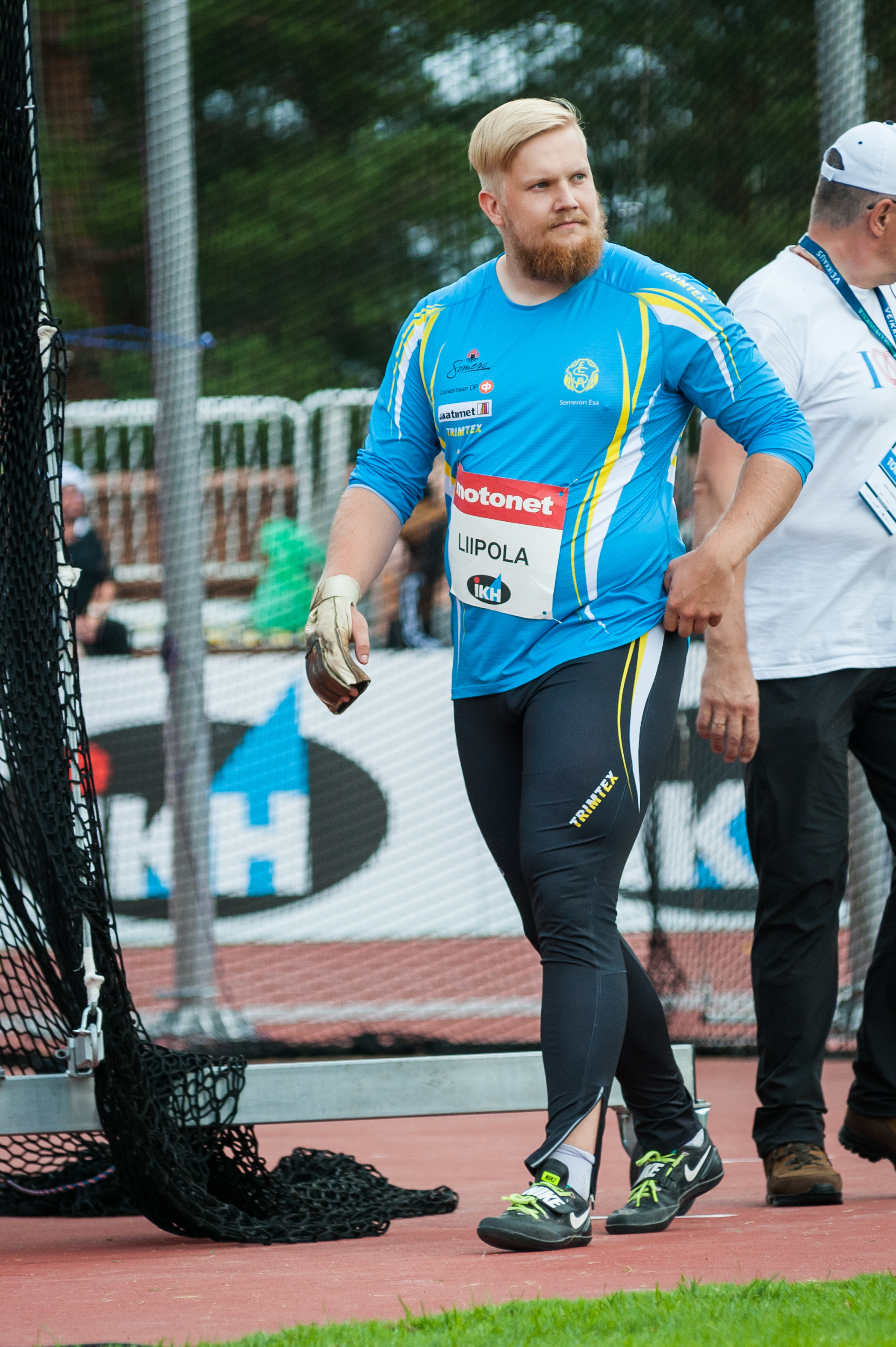
Henri Liipola – ausgeschieden mit 71,55 m
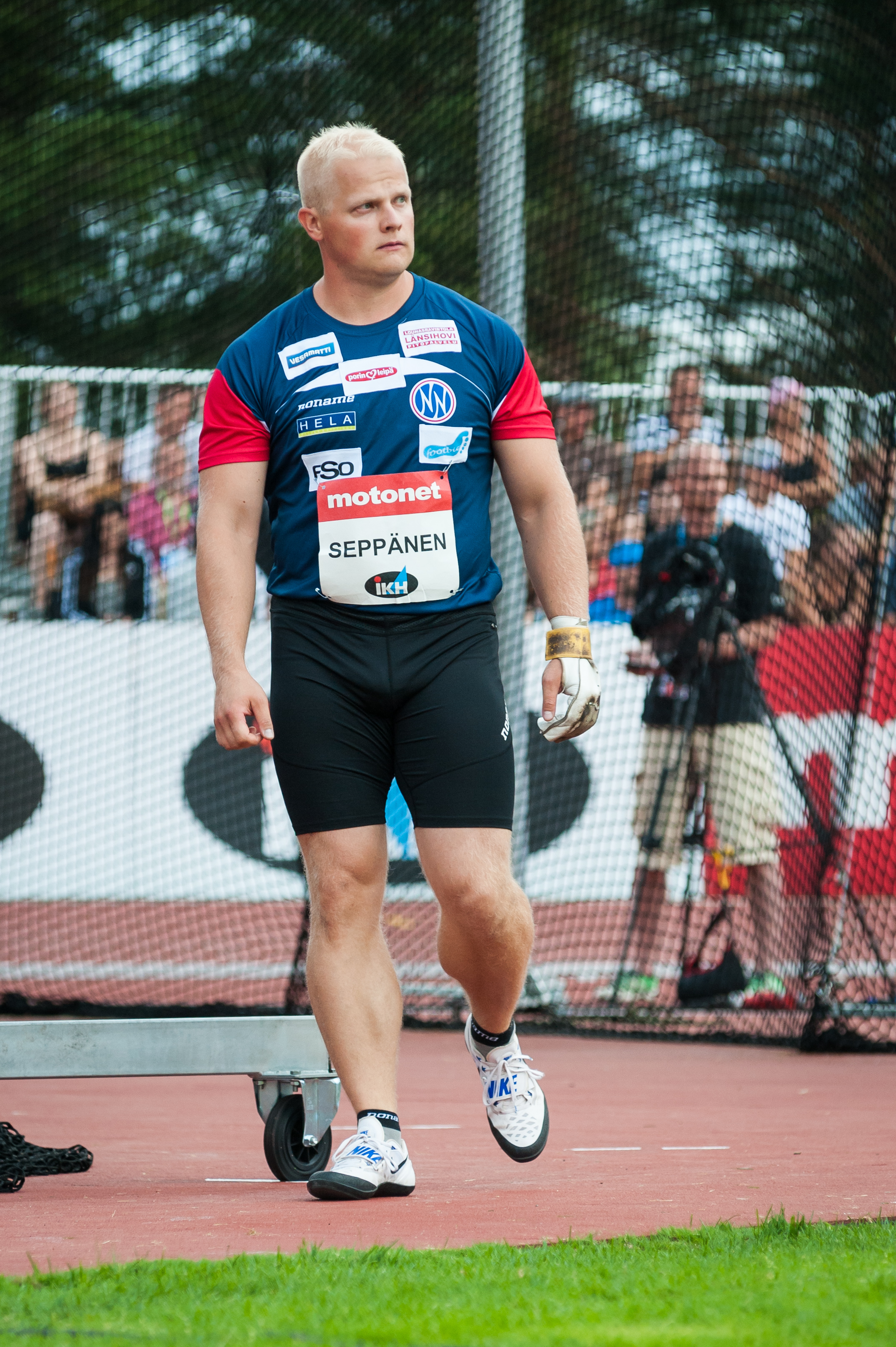
Tuomas Seppänen – ausgeschieden mit 71,24 m
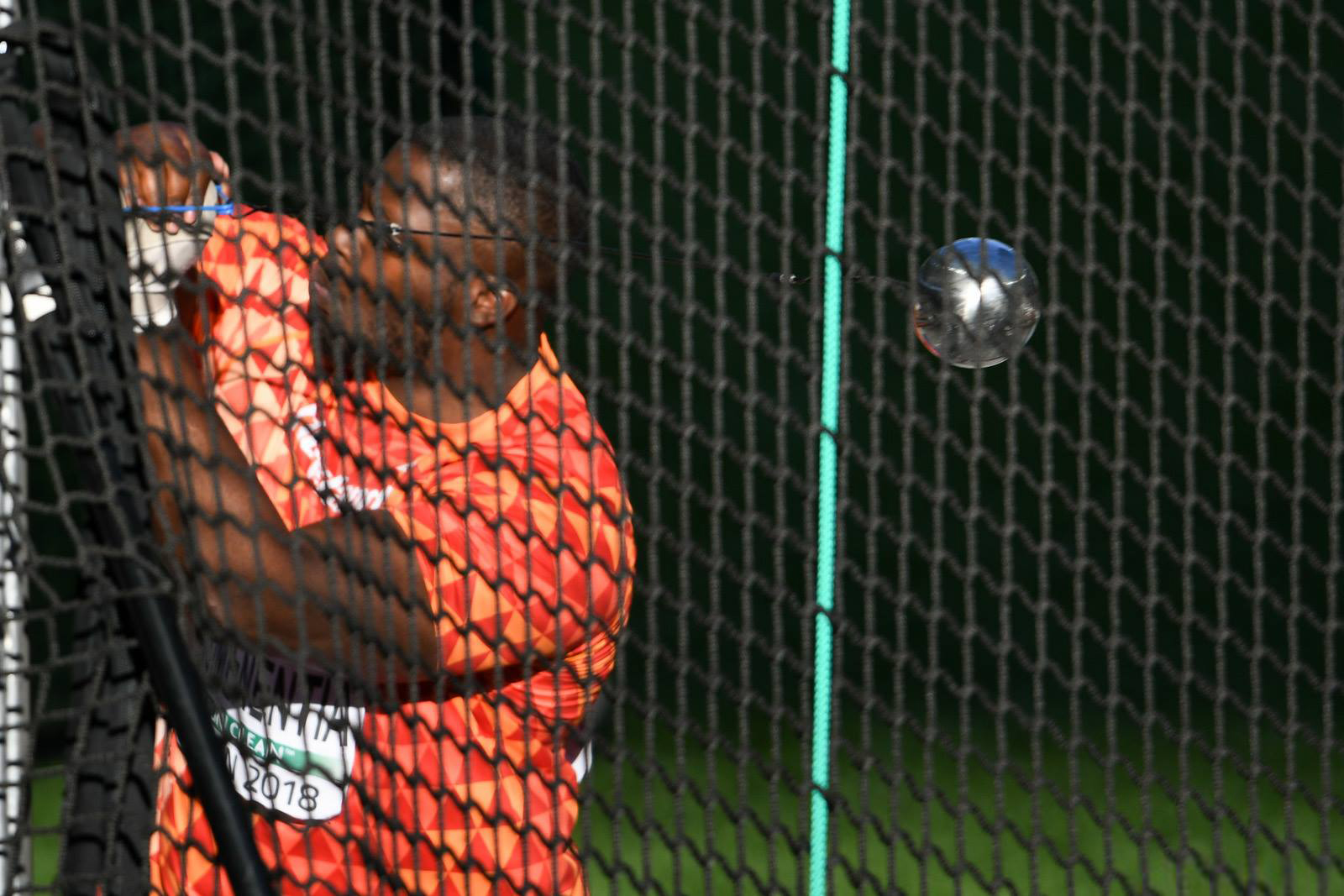
Denzel Comenentia – ausgeschieden mit 68,89 m

17. August 2022, 10:50 Uhr MESZ
| Platz | Name                   | Nation         | Resultat (m) | 1. Versuch (m) | 2. Versuch (m) | 3. Versuch (m) |
| 1     | Paweł Fajdek           | Polen          | 79,76        | 75.78          | 79,76          | –              |
| 2     | Mychajlo Kochan        | Ukraine        | 77,85        | 75,08          | 75,48          | 77,85          |
| 3     | Bence Halász           | Ungarn         | 77,72        | 77,72          | –              | –              |
| 4     | Eivind Henriksen       | Norwegen       | 77,27        | 77,27          | x              | –              |
| 5     | Christos Frantzeskakis | Griechenland   | 76,33        | 76,33          | x              | –              |
| 6     | Nick Miller            | Großbritannien | 76,09        | 72,67          | 76,09          | –              |
| 7     | Serghei Marghiev       | Moldau         | 74,26        | 74,26          | 73,92          | 73,46          |
| 8     | Marcin Wrotyński       | Polen          | 71,86        | 71,86          | x              | 68,03          |
| 9     | Henri Liipola          | Finnland       | 71,55        | x              | 71,55          | 71,32          |
| 10    | Tuomas Seppänen        | Finnland       | 71,24        | 71,24          | 70,70          | 68,90          |
| 11    | Jean-Baptiste Bruxelle | Frankreich     | 70,79        | x              | 70,79          | 69,81          |
| 12    | Alexandros Poursanidis | Zypern         | 70,56        | x              | 66,70          | 70,56          |
| 13    | Denzel Comenentia      | Niederlande    | 68,89        | x              | 68,89          | x              |

## Finale
18. August 2022, 20:40 Uhr MESZ
| Platz | Name                   | Nation         | Resultat (m) | 1. Versuch (m) | 2. Versuch (m) | 3. Versuch (m) | 4. Versuch (m)                         | 5. Versuch (m)                         | 6. Versuch (m)                         |
| 1     | Wojciech Nowicki       | Polen          | 82,00 WL     | 78,95          | 80,90          | 80,91          | 80,66                                  | 82,00                                  | x                                      |
| 2     | Bence Halász           | Ungarn         | 80,92000     | 78,20          | 78,26          | 80,92          | x                                      | 78,46                                  | x                                      |
| 3     | Eivind Henriksen       | Norwegen       | 79,45000     | x              | 77,60          | x              | 79,45                                  | 78,17                                  | 77,99                                  |
| 4     | Paweł Fajdek           | Polen          | 79,15000     | x              | x              | 78,43          | 79,49                                  | 79,03                                  | 79,15                                  |
| 5     | Mychajlo Kochan        | Ukraine        | 78,48000     | 78,48          | x              | 77,09          | x                                      | x                                      | x                                      |
| 6     | Christos Frantzeskakis | Griechenland   | 78,20000     | 71,76          | 75,79          | 76,92          | 74,83                                  | x                                      | 78,20                                  |
| 7     | Quentin Bigot          | Frankreich     | 77,48000     | 75,23          | x              | x              | 75,48                                  | 76,67                                  | 77,48                                  |
| 8     | Nick Miller            | Großbritannien | 77,29000     | 75,92          | 75,89          | x              | x                                      | 75,35                                  | 77,29                                  |
| 9     | Ragnar Carlsson        | Schweden       | 74,00000     | x              | 69,51          | 74,00          | nicht im Finale der besten acht Werfer | nicht im Finale der besten acht Werfer | nicht im Finale der besten acht Werfer |
| 10    | Serghei Marghiev       | Moldau         | 73,89000     | 73,89          | 72,88          | 73,75          | nicht im Finale der besten acht Werfer | nicht im Finale der besten acht Werfer | nicht im Finale der besten acht Werfer |
| 11    | Javier Cienfuegos      | Spanien        | 73,06000     | 71,96          | 72,18          | 73,89          | nicht im Finale der besten acht Werfer | nicht im Finale der besten acht Werfer | nicht im Finale der besten acht Werfer |
| 12    | Hilmar Örn Jónsson     | Island         | 70,03000     | x              | 70,03          | x              | nicht im Finale der besten acht Werfer | nicht im Finale der besten acht Werfer | nicht im Finale der besten acht Werfer |

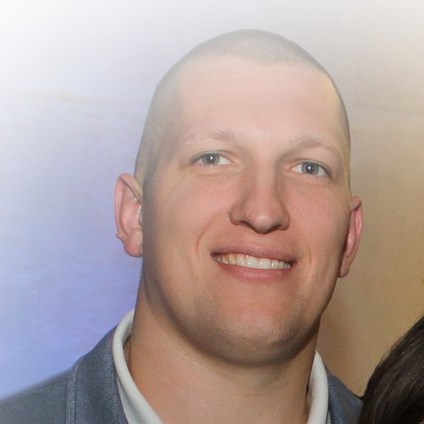
Europameister Wojciech Nowicki

Drei Werfer erzielten in Runde eins Weiten, mit denen sie sich zunächst deutlich vom Rest des Feldes absetzten. Mit 78,95 m führte der aktuelle Olympiasieger Wojciech Nowicki aus Polen vor dem Ukrainer Mychajlo Kochan (78,48 m) und dem Ungarn Bence Halász (78,20 m), der bei den Weltmeisterschaften 2019 und den Europameisterschaften 2018 jeweils Bronze errungen hatte. In Runde zwei übertraf Spitzenreiter Nowicki mit 80,90 m als erster Werfer hier die 80-Meter-Marke. Halász steigerte sich auf 78,26 m, blieb jedoch Dritter. Der Norweger Eivind Henriksen – aktueller WM-Dritter und Olympiazweiter – näherte sich mit 77,60 m den drei führenden Athleten an.
Mit seinem dritten Wurf auf 80,92 m setzte sich Halász an die Spitze. Nowicki steigerte sich um einen Zentimeter auf 80,91 m und lag damit nur einen Zentimeter hinter dem neuen Spitzenreiter auf dem zweiten Platz. Der fünffache Weltmeister Paweł Fajdek verbesserte sich auf 78,43 m und war damit Vierter.
Die nächsten Durchgänge brachten weitere Veränderungen. Henriksen steigerte sich mit 79,45 m in Runde vier auf den Bronzerang. Fajdek verbesserte sich mit jedem seiner letzten drei Würfe auf zuletzt 79,15 m, blieb damit jedoch auf dem medaillenlosen vierten Platz. Die Entscheidung um den Europameistertitel fiel in Durchgang fünf, als Wojciech Nowicki ein Wurf auf die Weltjahresbestweite von 82,00 m gelang. Silber ging an Bence Halász, Eivind Henriksen gewann Bronze. Mychajlo Kochan belegte hinter Paweł Fajdek Rang fünf.

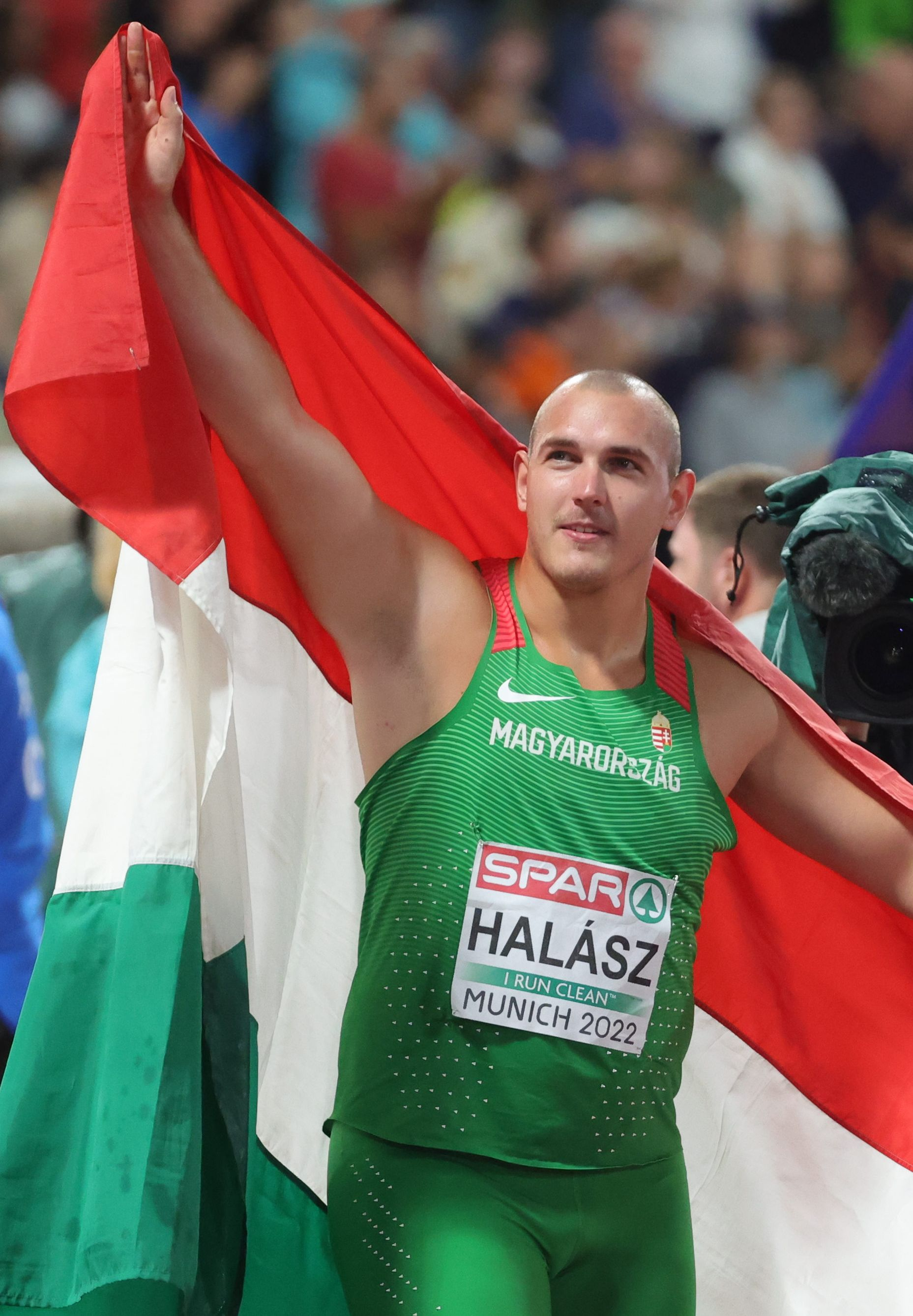
Vizeeuropameister Bence Halász
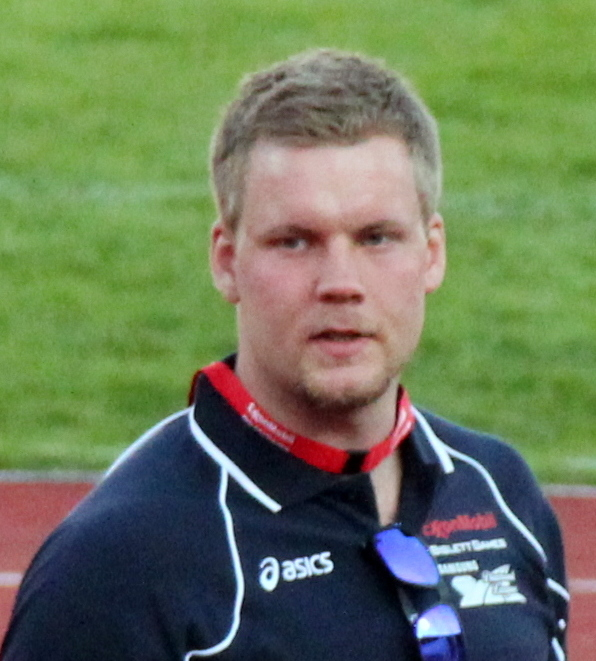
Wie bei den Europameisterschaften 2018 gab es Bronze für den aktuellen Olympiazweiten Eivind Henriksen
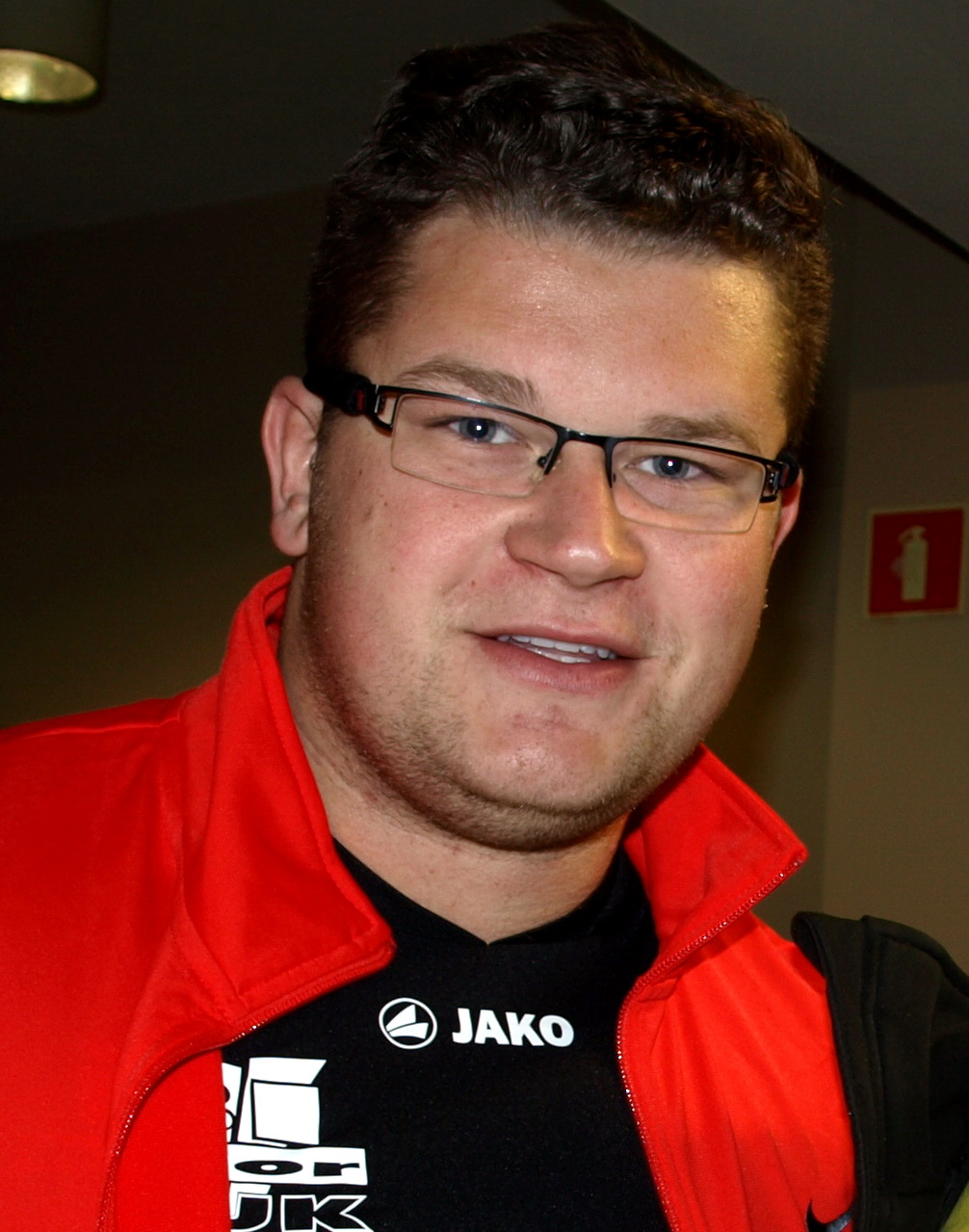
Der erfolgsverwöhnte Paweł Fajdek – unter anderem fünffacher Weltmeister – kam auf den vierten Platz
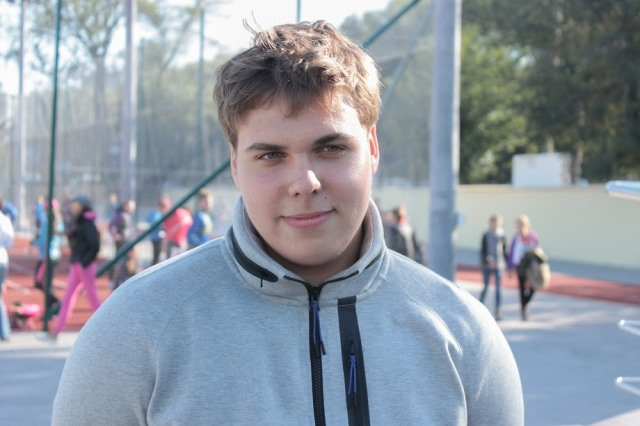
Rang fünf für Mychajlo Kochan

## Videolink
- MEN'S HAMMER THROW FINAL Presentation European Championships Munich 2022 18/08/2022, youtube.com, abgerufen am 6. April 2023